# Tangsnarre
Tangsnarre (Spinachia spinachia) er en fisk i hundestejle-familien. Den er 10-20 centimeter lang og har 14-16 bagudrettede pigge ned langs ryggen og kan skifte farve efter sine omgivelser. Tangsnarren er udbredt fra Nordnorge til Biscayen, og i store dele af Østersøen. Den lever tæt på kysten ned til cirka 10 meters dybde mellem bevoksning, for det meste ålegræs. Føden er smådyr, især krebsdyr og mindre fisk.